# Ombrone (département)
Pour les articles homonymes, voir Ombrone.
1808–1814
Entités précédentes :
- Royaume d'Étrurie

Entités suivantes :
- Grand-duché de Toscane

L'Ombrone est un ancien département français d'Italie dont le chef-lieu était Sienne. Il tirait son nom du fleuve Ombrone, qui traversait son territoire.
Le département de l'Ombrone a été créé le 24 mai 1808, dans le cadre de la nouvelle organisation administrative mise en place par Napoléon Ier en Italie et supprimé le 11 avril 1814, après la chute de l'Empire.
C'était l'un des trois départements issus du grand-duché de Toscane devenu le royaume d'Étrurie et il portait le numéro 114 dans la liste des 130 départements français de 1811

## Administration
Il était divisé en trois arrondissements :
- Arrondissement de Sienne :
  - Cantons de : Bucine, Colle, Chiusdino, Poggibonsi, Radda, Radicondoli, Rapolano, Sienne (deux cantons), Sovicille ;
- Arrondissement de Grosseto :
  - Cantons de : Arcidosso, Campagnatico, Fiora, Giglio (isle), Grosseto, Massa, Manciano, Orbetello, Pitigliano, Roccastrada, Scansano ;
- Arrondissement de Montepulciano :
  - Cantons de : Abbadia San Salvadore, Asinalunga, Chiusi, Montalcino, Montepulciano, Pienza, Sarteano.

## Liste des préfets

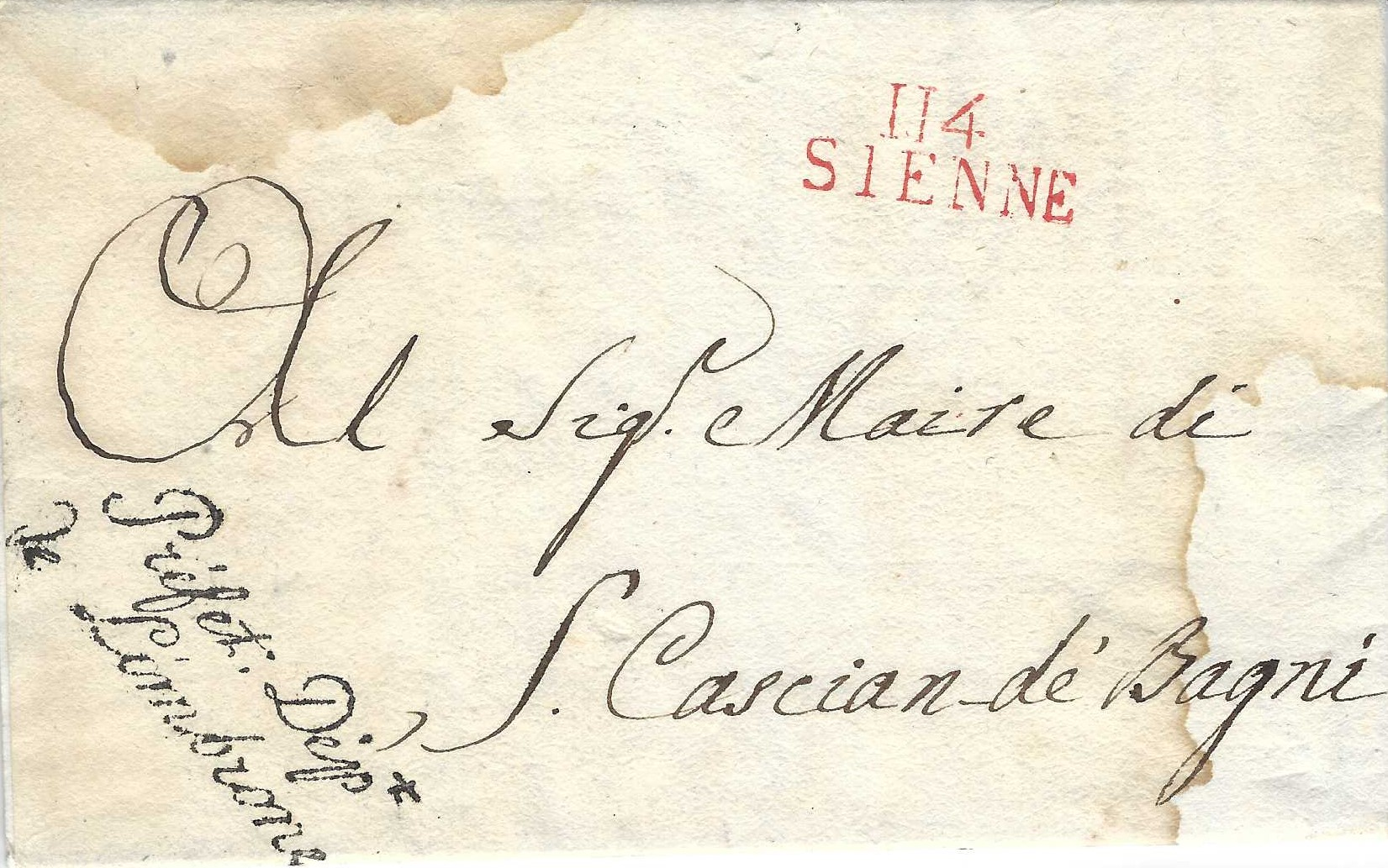
Lettre du 5 juin 1809 portant le cachet de franchise du préfet du département de l'Ombrone

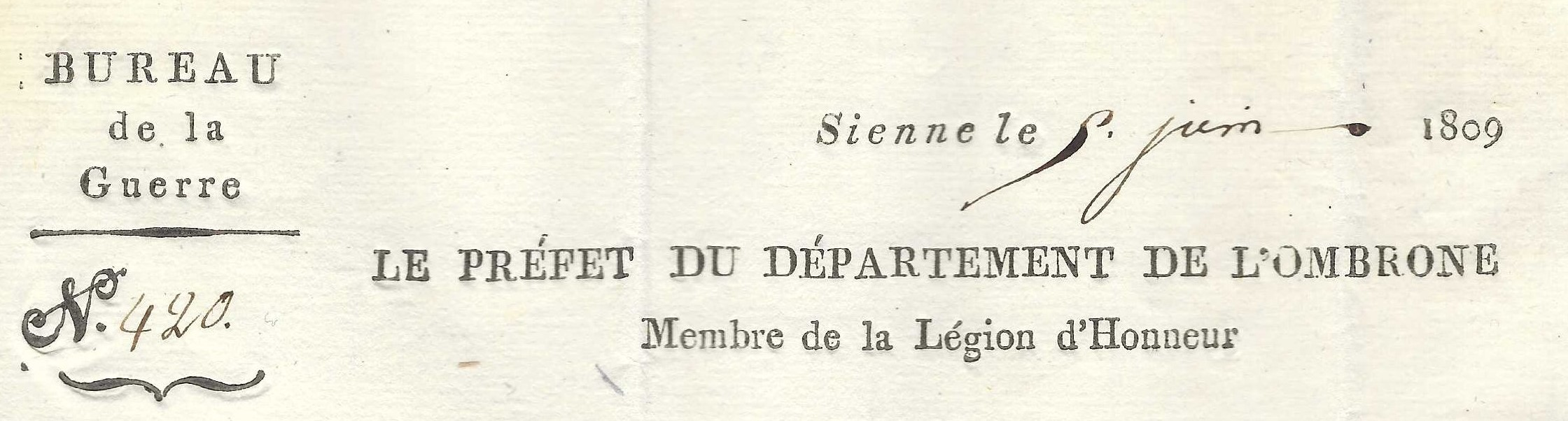
En-tête de lettre du 5 juin 1809 du préfet du département de l'Ombrone Gandolfo

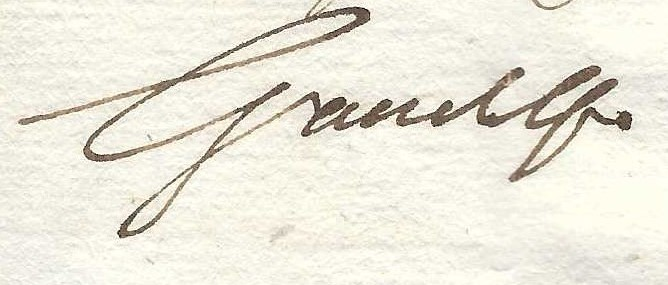
Gandolfo Signature

| Période         | Période | Identité      | Fonction précédente | Observation |
| --------------- | ------- | ------------- | ------------------- | ----------- |
| 25 février 1808 | 1814    | Ange Gandolfo | Préfet de la Doire  |             |